# Pálosi László

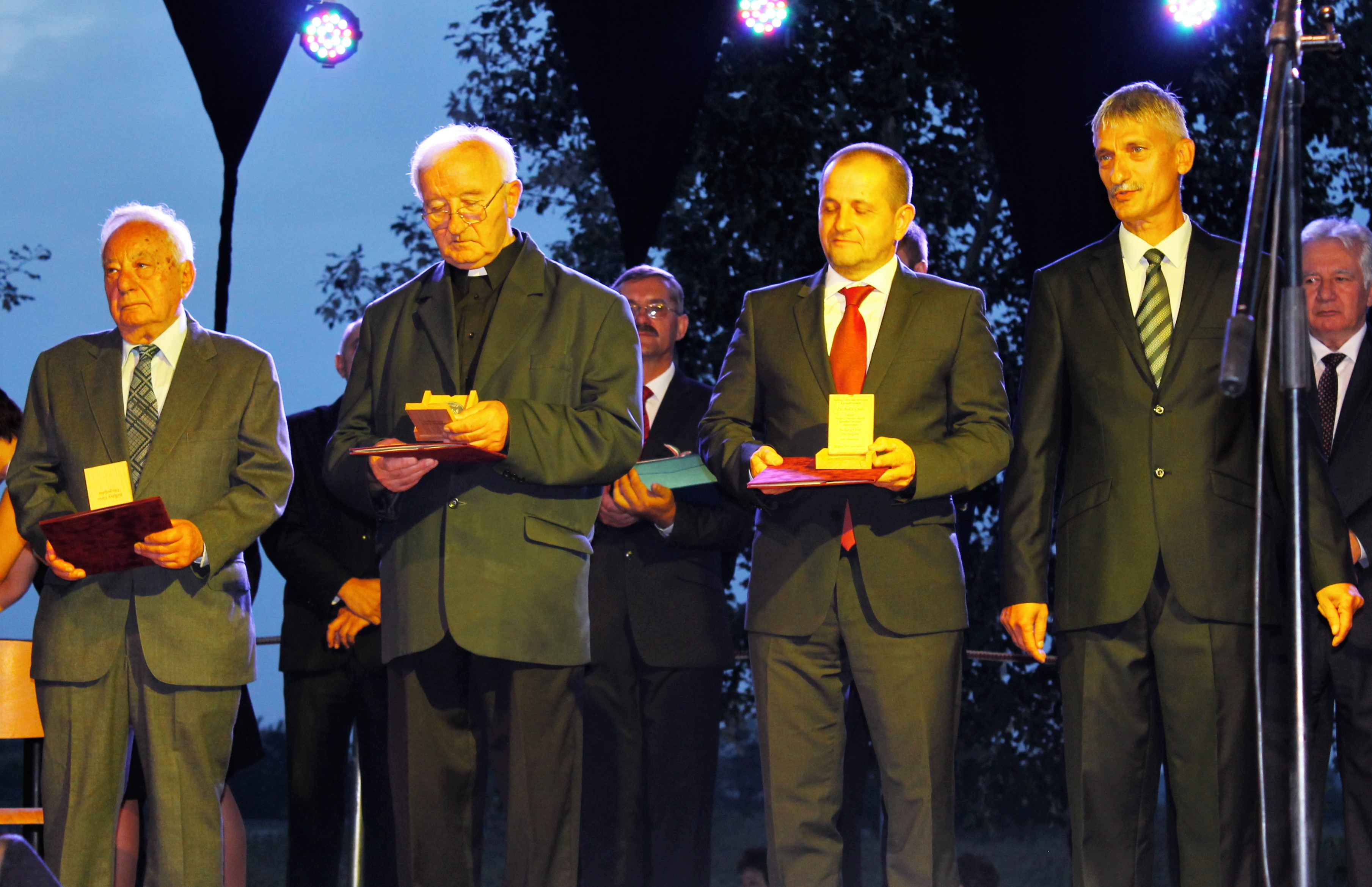
Balkány Város díszpolgárai 2015-ben, balról jobbra: Rákos Imre, Vitai László és dr. Budai Gyula. Jobb szélen Pálosi László polgármester.

Pálosi László (Nyíregyháza, 1962. október 31. –) fideszes politikus, Balkány polgármestere 2008 óta.

## Pályája
1969 és 1977 között a nagykállói Általános Iskolába járt, 1977-től a nagykállói Korányi Frigyes Gimnáziumban tanult, itt érettségizett 1981-ben. 1982 és 1985 között a Gyöngyösi Mezőgazdasági Főiskola, növénytermesztő szakának hallgatója volt, szervező üzemmérnöki diplomát szerzett. 1981 és 1982 között a Nyíregyházi Növényvédelmi Állomáson volt laboráns, majd 1985 és 1992 között a balkányi tsz-ben töltötte be előbb az ágazatvezető helyettesi posztot, majd 1989-től ő lett az ágazatvezető. Itt 1200 hektár terület komplex termesztéséért, illetve a termények eladásáért felelt.
1985-ben megnősült, két gyermeke van, László és Kitti. Ugyanebben az évben költözött Balkányba. 1991 óta működteti pénzügyi vállalkozását feleségével, Simon Jolánnal, a Pálosi és Társa Bt.-t.
1990-től Balkány Nagyközség Önkormányzatának külsős bizottsági tagja, majd 1994–1998-ig, illetve 2002–2008-ig önkormányzati képviselő, továbbá a pénzügyi bizottság elnöke. 1998 óta a balkányi Fidesz elnöke.
2006 óta tagja volt a Szabolcs-Szatmár-Bereg megyei Közgyűlésnek, ahol a közbeszerzési bizottságot vezette és elnökhelyettese volt a pénzügyi bizottságnak is. A 2006-os önkormányzati választáson független polgármester-jelöltként indulva Balkány MSZP-s kihívójával szemben alulmaradt.
A 2008-as időközi polgármester-választáson a Fidesz – Magyar Polgári Szövetség, a Magyar Gazdakörök és Gazdaszövetkezetek Országos Szövetsége, a Kisgazda Polgári Egyesület, a Kisgazda Polgári Szövetség, a Vállalkozók Pártja és a Nemzeti Fórum színeiben indult. 2008. április 14-e óta Balkány város polgármestere. Megteremtette a város pénzügyi stabilitását. Balkányban folyamatos fejlesztésekbe kezdett bele: 2010-ben 500 millió Ft-ból tornacsarnokot építtetett, megvásárolta a Szabolcs-Szatmár-Bereg megyei Önkormányzattól a Gencsy-kastélyt, kialakíttatott egy főteret a református templom előtt szökőkúttal, felújíttatott két óvodát, fejlesztette a közvilágítást, kiépíttette a város minden részére a szennyvíz-hálózatot, valamint 2018-ban közel 300 millió Ft-ból három csoportos bölcsőde építtetésébe kezdett.
2010. október 23-án Hende Csaba, Magyarország honvédelmi minisztere III. osztályú Honvédelemért Kitüntető Címet adományozott neki, a honvédelem ügye érdekében huzamos időn át végzett kiemelkedő tevékenysége elismeréséül.
A 2010-es, a 2014-es és a 2019-es önkormányzati választáson ismét megválasztották a város polgármesterének.
Előtte minden polgármesternek hat évig tartott a mandátuma a településen. Ő az első, aki ettől hosszabb ideig lesz Balkány vezetője, előreláthatóan minimum huszonegy évig.
2015. augusztus 15-én Balkány kis-lengyelországi testvértelepülésének, Słopnicének  a harmadik díszpolgárává választották.
2024-ben Magyar Arany Érdemkereszt kitüntetéssel ismerte el a munkáját Sulyok Tamás, köztársasági elnök.

## Lásd még
- Önkormányzati választások Balkányban